# من بیرون از عشقم
«من بیرون از عشقم» (به انگلیسی: I'm Outta Love) نخستین تک‌آهنگ از خوانندهٔ اهل ایالات متحده آمریکا آناستازیا و یکی از قطعات نخستین آلبوم او با نام نه آنطور است که در ۲۹ فوریه ۲۰۰۰ منتشر شد.
موفقیت «من بیرون از عشقم» در اروپا چشمگیر بود به گونه‌ای که به چهارمین ترانهٔ پرفروش سال ۲۰۰۰ میلادی در اروپا تبدیل شد. این ترانه در زمان انتشارش در استرالیا، والونیای بلژیک و نیوزیلند شمارهٔ ۱ جدول‌های فروش شد و در ایتالیا، اسکاتلند، فرانسه، اتریش، آلمان، نروژ و اسپانیا جزو ده ترانهٔ اول قرار گرفت. عملکرد «من بیرون از عشقم» در ایالات متحده و در ۱۰۰ تک‌آهنگ داغ بیلبورد عالی نبود و بهترین جایگاهش در آن جدول نود و دوم بود اما تا ردهٔ دوم جدول ترانه‌های دنس کلاب صعود کرد.